# Filhão
 João Gomes de Oliveira thường gọi Filhão (sinh ngày 16 tháng 6 năm 1995) là một cầu thủ bóng đá người Angola thi đấu ở vị trí tiền đạo cho SuperSport United F.C..